# 아이가르스 칼비티스
아이가르스 칼비티스(라트비아어: Aigars Kalvītis, 1966년 6월 27일~)는 라트비아의 정치인으로 2004년 12월 2일부터 2007년 12월 20일까지 제19대 라트비아의 총리를 지냈다.